# Estação CERIA
CERIA (fr) ou COOVI (nl) é uma estação da linha 5 (antiga 1B) do Metro de Bruxelas.